# Pelophila pachymorpha
Pelophila pachymorpha är en plattmaskart som beskrevs av Jürgen Dörjes 1968. Pelophila pachymorpha ingår i släktet Pelophila och familjen Actinoposthiidae. Inga underarter finns listade i Catalogue of Life.